# Rejaf
Rejaf (ook wel Redjaf) is een plaats aan de Nijl in Zuid-Soedan, in de deelstaat Centraal-Equatoria. Tegenwoordig heeft het bijna 1000 inwoners.

## Geschiedenis
Rejaf was de laatste toegankelijke haven voor schepen op de Witte Nijl, wat de interesse wekte van koning Leopold II van België. Hij sloot een deal met de Britten, die toen als koloniale macht voet aan wal kregen in het Egyptisch-Ottomaanse rijk: in ruil voor een stuk van de Kongo-Vrijstaat (waar de Britten dan hun nooit voltooide Kaap-Caïro-spoorweg konden aanleggen), kon Leopold de Lado-enclave aan zijn privé-kolonie toevoegen voor de duur van zijn leven. Zo vermeden de Britten dat de Fransen greep zouden krijgen op dit deel van Afrika en kon Leopold Kongo ontsluiten langs de Nijl. Wel moest hij nog zien af te rekenen met de Mahdistische troepen (volgelingen van Mohammed Ahmad ibn Abd Allah) die het gebied in handen hadden. Hij stuurde er de Force Publique op af. Ondanks zware muiterij in de hongerende hoofdmacht onder Dhanis, ging de 800 man sterke colonne van kapitein Louis Chaltin verder. Ze versloegen de Mahdisten op 17 februari 1897 bij Bedden en verdreven hen nog dezelfde dag uit het versterkte Rejaf. Leopold maakte van Rejaf de hoofdplaats van zijn Lado-enclave, tot de Britten in 1910 het gebied weer opeisten.

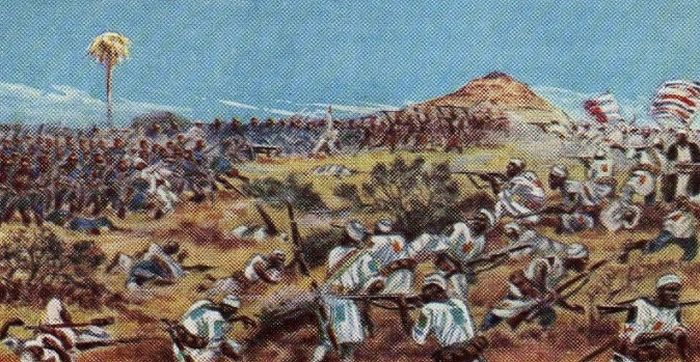
De slag bij Rejaf